# Sphaerospira zebina
Sphaerospira zebina är en snäckart som först beskrevs av Brazier 1878.  Sphaerospira zebina ingår i släktet Sphaerospira och familjen Camaenidae. Inga underarter finns listade i Catalogue of Life.